# Joseph-Henri Altès
Joseph-Henri Altès   (Rouen, 18 de gener de 1826 - rue Oudinot, 24 de juliol de 1895) va ser un flautista, compositor i pedagog francès del segle xix.
Era fill d'un soldat. Violinista i director, Ernest Eugène era el seu germà menor. Va començar a estudiar la flauta als deu anys i es va inscriure al Conservatori de París el desembre de 1840.

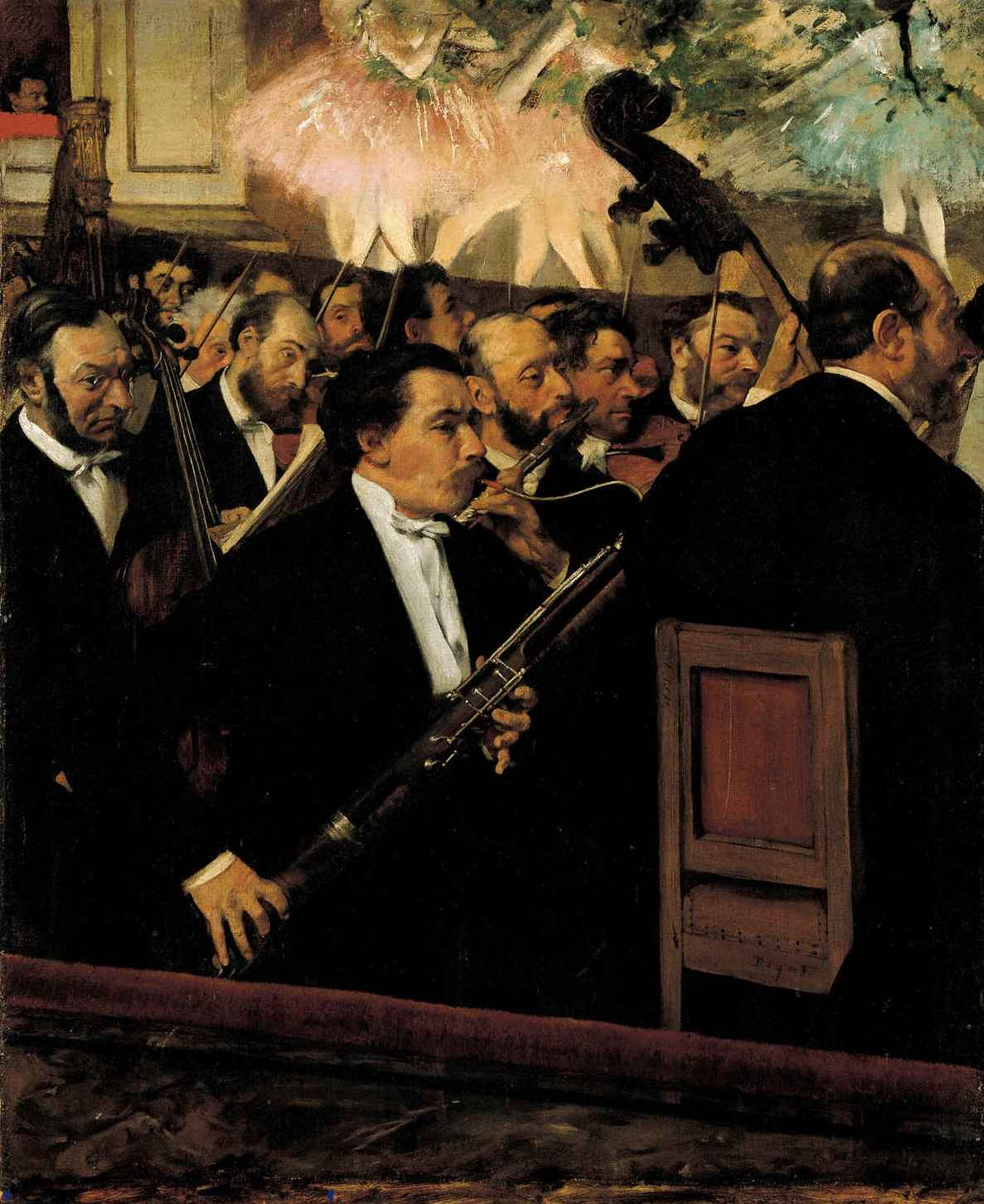
Joseph-Henri Altès, pintat pel seu amic, el pintor Edgar Degas.

Igual que el seu professor, Jean-Louis Tulou, va tocar un concert de flauta occidental amb quatre vàlvules i només va canviar després per a un model de Theobald Boehm. Ja el 1841, en la competició del conservatori, rep un segon premi i l'any següent un Primer Premi. De 1848 a 1872, va ser primer flautista a l'Orquestra de l'Òpera Nacional de París i el 1868 va ser el successor de Louis Dorus com a professor de flauta al Conservatori de París, on va romandre fins a 1893. Entre els seus alumnes es trobaven Georges Barrère i Adolphe Hennebains.
Altès és autor d'un mètode de flauta, Célèbre Méthode complète de Flûte (1880) i deixa unes 40 composicions, incloent 6 solos per al concurs d'entrada al Conservatori de París i transcripcions o fantasies sobre temes d'òpera.
Altès era amic del pintor Edgar Degas, que el va representar el 1870, a la pintura titulada L'Orquestra de l'Opéra situada al Musée d'Orsay.
Va morir el 24 de juliol de 1895 a París. Està enterrat al cimetière de Montmartre (33a divisió) amb la seva dona, la cantant d'òpera Émilie-Francisque Ribault.